# Гиенодонтиды
Гиенодонтиды (лат. Hyaenodontidae, буквально: зубы гиены) — семейство вымерших хищных млекопитающих из отряда Hyaenodonta, живших в конце палеоцена — начале миоцена. Ранее помещалось в отряд креодонтов, причём были значительно более широко распространены и успешны, чем оксиениды — другая клада последних.

## Описание
Гиенодонтиды отличается от оксиенид строением зубного и челюстного аппаратов, стопы, голеностопного сустава и когтевых фаланг. Hyaenodontidae были более адаптивны и многочисленны, особенно в Старом Свете; как правило, представители этой группы имели собакоподобный или гиеноподобный облик и были лучше приспособлены к активному передвижению.

## Систематика
На сегодняшний день вопросы о становлении двух ветвей креодонтов и ранних этапах их эволюции окончательно не выяснены и являются предметом дискуссий. Ряд исследователей ставит под сомнение монофилитическое происхождение Hyaenodontidae и Oxyaenidae и объединение их в один отряд. Некоторые исследователи считают, что креодонты являются мусорным таксоном, содержащим две не связанных клады, которые предположительно тесно связаны с отрядом хищные. По их мнению, наличие общих морфологических черт у представителей обоих семейств может объясняться их независимым происхождением от цимолестоподобных предков. Все же имеющиеся данные скорее подтверждают, чем опровергают общность происхождения креодонтов.
Тем не менее, филогенетический анализ палеогеновых млекопитающих 2015 года подтверждает монофилию креодонтов и помещает их в кладу Ferae, недалеко от Pholidota.

### Классификация

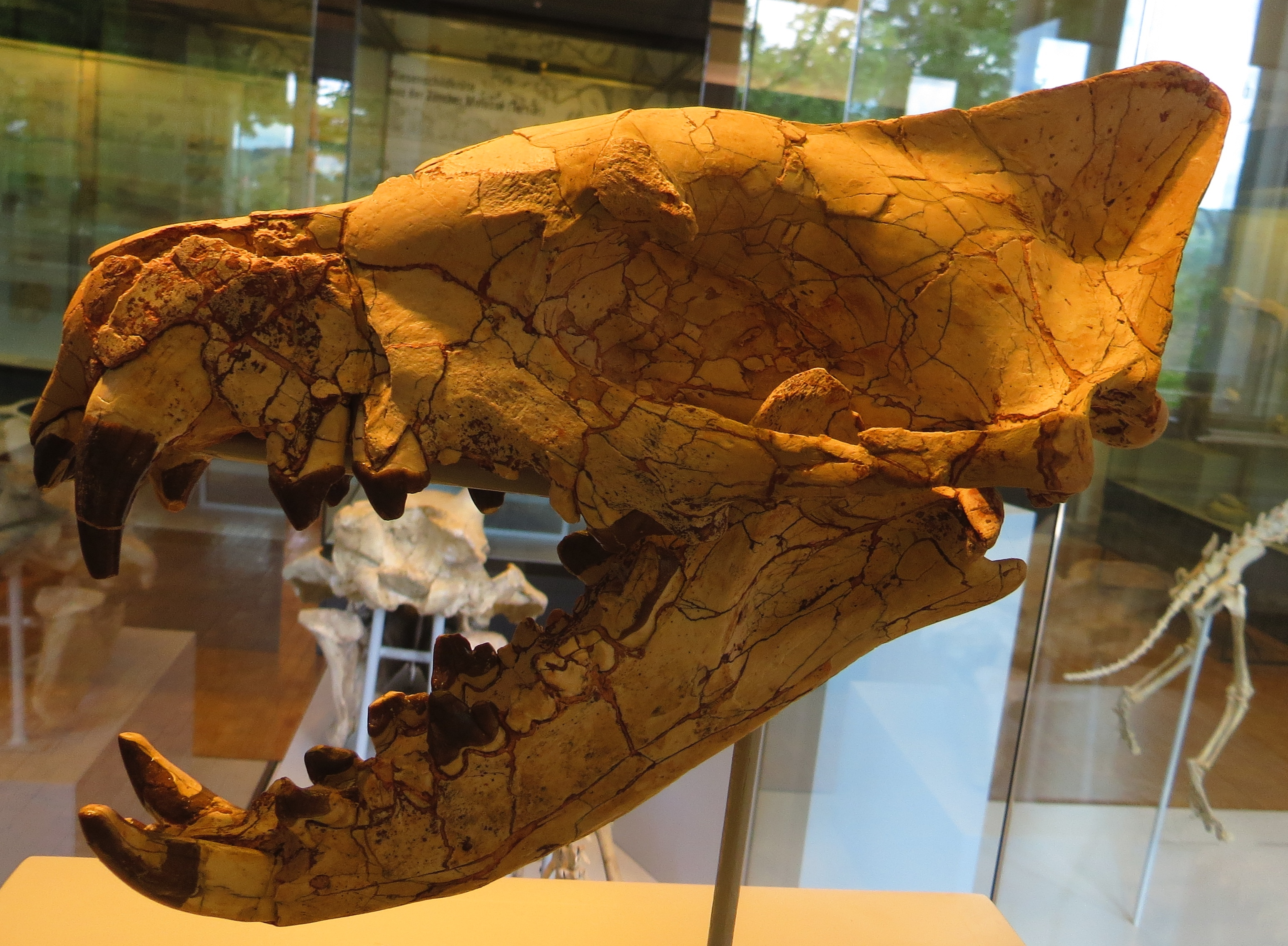
Hyaenodon череп

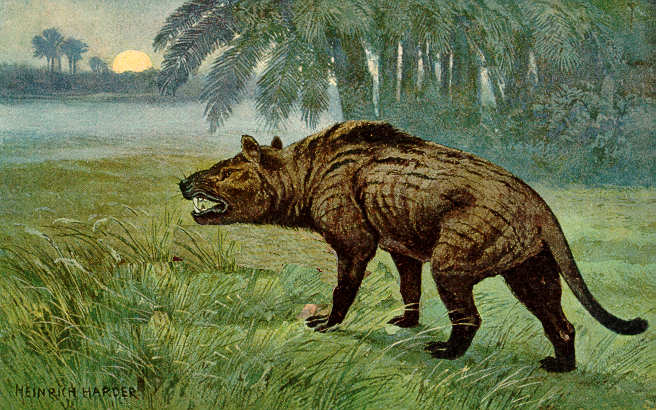
Реконструкция внешнего вида Hyaenodon

Череп Apterodon macrognathus

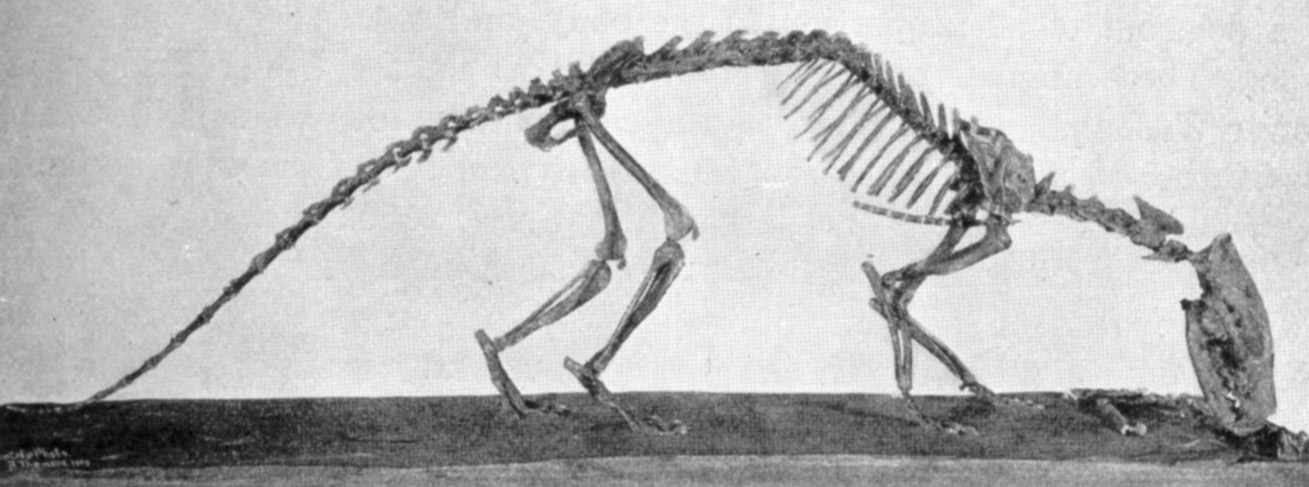
Скелет Tritemnodon

По данным сайта Paleobiology Database, в семейство включают следующие вымершие роды:
- Семейство Hyaenodontidae
  - Роды incertae sedis
    - Род Cartierodon
    - Род Ischnognathus
    - Род Tinerhodon

  - Подсемейство Arfiinae
    - Род Arfia

  - Подсемейство Hyaenodontinae
    - Род Hyaenodon
    - Род Neoparapterodon
    - Род Propterodon

  - Подсемейство Indohyaenodontinae
    - Род Indohyaenodon
    - Род Kyawdawia
    - Род Paratritemnodon
    - Род Yarshea

  - Подсемейство Limnocyoninae
    - Род Iridodon
    - Род Limnocyon [syn. Telmatocyon]
    - Род Oxyaenodon
    - Род Prolaena
    - Род Prolimnocyon
    - Род Thereutherium
    - Род Thinocyon

  - Подсемейство Proviverrinae
    - Род Alienetherium
    - Род Allopterodon
    - Род Consobrinus
    - Род Cynohyaenodon
    - Род Eurotherium
    - Род Leonhardtina
    - Род Lesmesodon
    - Род Matthodon
    - Род Minimovellentodon
    - Род Morlodon
    - Род Orienspterodon
    - Род Oxyaenoides
    - Род Paenoxyaenoides
    - Род Paracynohyaenodon
    - Род Paravagula
    - Род Praecodens
    - Род Preregidens
    - Род Prodissopsalis
    - Род Proviverra
    - Род Quercitherium

  - Подсемейство Sinopinae[13]
    - Род Acarictis
    - Род Galecyon
    - Род Gazinocyon
    - Род Prototomus
    - Род Proviverroides
    - Род Pyrocyon
    - Род Sinopa [syn. Stypolophus, Triacodon]
    - Род Tritemnodon